# Neuville-en-Beaumont
Neuville-en-Beaumont – miejscowość i gmina we Francji, w regionie Normandia, w departamencie Manche.
Według danych na rok 1990 gminę zamieszkiwało 45 osób, a gęstość zaludnienia wynosiła 27 osób/km² (wśród 1815 gmin Dolnej Normandii Neuville-en-Beaumont plasuje się na 840. miejscu pod względem liczby ludności, natomiast pod względem powierzchni na miejscu 1103.).